# Novell NetWare
NetWare – sieciowy system operacyjny firmy Novell przeznaczony dla serwerów pełniących funkcje serwera plików. Z powodzeniem pełni również funkcje serwera baz danych, routera i innych serwisów internetowych (tunelowanie, NAT, DHCP, mail, FTP, WWW, DNS, HTTPS, TFTP-PP, PxE, Virtual Office i inne).
Już od samego początku był zaprojektowany w celu wykonywania wielu usług na PC, a jego protokoły sieciowe bazowały na Xerox Network Systems. Serwery NetWare cieszyły się największą popularnością we wczesnych latach 90. Obecnie zostały częściowo zastąpione, głównie w małych sieciach, przez systemy Linux i Microsoft Windows.
Istnieje także wersja NetWare SFTIII umożliwiająca utworzenie klastra składającego się z dwóch jednakowych serwerów. W przypadku awarii jednego serwera wszystkie funkcje łącznie z danymi przejmuje serwer zapasowy. Wersja SFTIII jest dostępna już od wersji NetWare 3.11 datowanego na 1991 rok.
NetWare jako protokół komunikacyjny może używać IPX/SPX lub TCP/IP. Wczesne wersje pozwalały na komunikację opartą tylko na rodzinie protokołów IPX/SPX. Od wersji 3.x można używać protokołów TCP/IP, jak i IPX/SPX, przy czym podstawowe serwisy były dostępne głównie przez IPX/SPX lub TCP/IP poprzez między innymi sterownik IPTUNNEL. Naturalnym protokołem sieciowym NetWare był IPX/SPX, lecz firma Novell wspomagała także TCP/IP, który był w starszych wersjach teoretycznie wolniejszy, lecz niezauważalnie. Pełne wsparcie dla TCP/IP było udostępnione od wersji NetWare 5.0, jednak można było uruchomić TCP/IP na starszych wersjach, choć wymagało to dodatkowej konfiguracji.
Systemy NetWare numerowane są od wersji 2.0. Największą popularność zdobyły systemy w wersji 3.x, z których ostatni nosił numer 3.20. Każdy serwer NetWare w wersji poniżej 4 posiadał własną bazę kont użytkowników, każdy stanowił odrębną wyspę, jednak w systemie są dostępne narzędzia umożliwiające pracę na wielu serwerach jednocześnie. Od wersji 4.00 (rok 1993) wprowadzono system katalogowy NDS będący akronimem słów Netware Directory Services, później przekształcony w Novell Directory Services, a obecnie znany jako eDirectory. Obecna wersja systemu nosi numer 6.5. Jądro NetWare jest nadal dostępne, obok jądra Linuksa (do wyboru), w produkcie pod nazwą Open Enterprise Server lub Open Enterprise Server 2 na który składa się NetWare 6.5 i Linux.
Wszystkie wersje NetWare posiadają konsolę tekstową służącą do zadań administracyjnych, która może być wywołana zdalnie przez IPX/SPX lub TCP/IP. Można łączyć się zdalnie poprzez telnet, ssh lub dostępne w systemie narzędzia. Od wersji 4.11 istnieje możliwość zarządzania serwerem przez przeglądarkę www. Od wersji 5.0 można łączyć się z serwerem za pomocą klienta NetWare wykorzystując tylko czysty TCP/IP. Nawet stare systemy NetWare zaskakują możliwościami. Datowany na rok 1996 serwer w wersji 4.11 potrafi obsługiwać bez problemu terabajtowe dyski, które tak naprawdę stały się dostępne wiele lat po jego premierze (limity: 1024 dyski, 1024 wolumeny logiczne, łącznie 32TB przestrzeni dyskowej). Starsze wersje obsługują także 3,25 GB pamięci RAM.
Od wersji 5.0 wprowadzono dodatkową konsolę graficzną opartą na kodzie X Window System, w którym duży udział mają narzędzia i aplikacje pisane w języku Java. Od wersji 5.0 możliwe stało się pełne zarządzanie siecią i kontami użytkowników z konsoli serwera. Do wersji 5.0 zarządzanie odbywało się w całości z dowolnego komputera, na którym uruchomione były narzędzia administratora.
Do wersji 5.0 za bardzo nie nadawał się na serwer aplikacyjny, gdyż był przewidywany jako serwer baz danych, plików i drukarek. Novell oferował osobny produkt Novell Access Server, ale jednak zaprzestał jego sprzedaży. Od wersji 5.0, a szczególnie 6.0 NetWare posiada możliwości osadzania serwerów aplikacyjnych, jednak z uwagi na niewielki udział w rynku straciło to na znaczeniu.
Serwery NetWare od wersji 4.x oferują usługę DHCP, która dzięki osadzeniu danych w usłudze katalogowej NDS/eDirectory jest jedyną realizacją tejże usługi pozwalającą na przełączenie na inny serwer DHCP (w systemie NetWare) w przypadku awarii jednego z serwerów. Już starsze wersje serwerów NetWare umożliwiały zdalny rozruch stacji roboczych przy pomocy RPL.  Serwery NetWare od wersji 4.01 umożliwiają implementację popularnego obecnie PxE. Rozruch bezdyskowych stacji roboczych można wykonać także przy pomocy IPX/SPX 802.3 lub IPX/SPX 802.2 lub TCP/IP. Do startu bezdyskowych stacji można stosować klienta sieci 16 bitowego, mieszanego 16 / 32 bity lub 32 bitowego. Jest to najlepszy klient jaki kiedykolwiek powstał dla systemu operacyjnego DOS – wielkość wolnej pamięci RAM wynosi około 620 KB. Konkurencyjny produkt Microsoftu nie spełnia minimalnych wymagań odnośnie do wolnej konwencjonalnej pamięci RAM – wielkość wolnej pamięci po zaincjalizowaniu obsługi sieci LAN wynosi około 400 KB, co czyni produkt Microsoftu zupełnie bezużytecznym.
Jedną z podkreślanych cech serwerów NetWare jest ich niezwykła wydajność i stabilność wyrażająca się w długiej, nieprzerwanej pracy. Znane są przypadki serwerów pracujących non-stop ponad 3 lata, rekord wynosi 9 lat. Dużą zaletą NetWare jest ich wysoki poziom bezpieczeństwa nie spotykany w rodzinie systemów Windows.
System NetWare dostępny jest bezpłatnie w ramach pakietu Novell Small Business Suite 6 PL Starter Pack. Wersja bezpłatna obejmuje licencje na 3 stacje robocze i 2 serwery. Można dokupić do niej osobno licencje na dodatkowe stacje robocze.
System NDS, znany obecnie jako eDirectory, pojawił się w NetWare już w roku 1993 wraz z wersją 4.01. Konkurencyjne rozwiązanie Microsoftu, pod nazwą Active Directory, powstało dopiero wiele lat później wraz z premierą Windows 2000.
Mars serwer jest próbą prostej emulacji części serwera NetWare 2.x i 3.x na systemach Linux. Emuluje protokół IPX bez SPX, a także próbuje emulować bazę bindery, dostępną w serwerach NetWare 2.x i 3.x, nie wspieraną od 1994 roku. Mars serwer nie umożliwia uruchamiania modułów NLM, nie potrafi emulować NDS, a co za tym idzie, ma niewielką zgodność z prawdziwym NetWare. Jednakże emulacja Mars dla Linuxa umożliwia uruchomienie klienta dla systemu DOS znacznie lepszego niż klient Samby stworzony przez Microsoft.
Istniały również oficjalne wersje NetWare uruchamiane pod kontrolą innych systemów operacyjnych, a nawet na innych platformach sprzętowych, m.in. NetWare for OS/2, NetWare for VMS (VAX, Alpha), NetWare for OS/390 (IBM mainframe), NetWare jako file server w AS/400.
Obecnie NetWare jest dostępne w dwóch wersjach OES (SuSe Linux Enterprise Server i NetWare 6.5) lub OES2 (SuSe Linux Enterprise Server na którym pracują wszystkie usługi znane z serwera NetWare 6.5). W obu najnowszych rozwiązaniach można uruchomić NetWare 6.5 w trybie wirtualizacji, co pozwala na kompatybilność ze wcześniejszymi rozwiązaniami firmy Novell. Dzięki platformie Linux system jest zgodny z najnowszymi rozwiązaniami sprzętowymi. NetWare pracuje na nowszych platformach sprzętowych, nawet bez zastosowania wirtualizacji. Obecnie są dostępne kontrolery umożliwiające pracę z dyskami SATA III już w NetWare 4.11 bez potrzeby wirtualizacji. Większość wiodących producentów udostępnia sterowniki pod platformę NetWare.
Użytkownicy systemu mają możliwość tworzenia własnych plików NLM. Producent systemu dostarcza odpowiednie narzędzia umożliwiające uruchamianie własnych programów bezpośrednio w systemie NetWare. Dostępne są także kompilatory firm zewnętrznych a do najbardziej znanych można zaliczyć CodeWarrior for NetWare i OpenWattcom 1.0. Często moduły NLM napisane dla starszych wersji systemu można uruchomić pod kontrolą nowych systemów NetWare. Przez wiele lat istnienia systemów firmy Novell powstała spora biblioteka plików NLM wspomagająca pracę systemów NetWare.
W 2016 roku została opracowana wersja klienta NetWare IPX dla Windows 7 / 8 / 10 umożliwiająca połączenie ze starszymi wersjami serwerów niż 4.x. Wersja ta została opracowana przez środowisko użytkowników, którzy korzystają ze starszych wersji systemu NetWare.
W 2021 roku została wydana wersja udostępniania plików i drukarek SAMBA umożliwiająca dostęp do serwerów 4.11 z komputerów pracujących pod kontrolą systemów Windows 7/8/10/11 posiadających zainstalowany IP v4 wraz z klientem sieci Microsoft Networks.

## Narzędzia NetWare
SLIST – narzędzie NetWare do przywoływania wszystkich serwerów. Wypisuje ono serwery, które odpowiadają na to wołanie. Jeżeli sieć ma tylko jeden serwer, jedynie on będzie wypisany.
Składnia:
```
 SLIST [Enter]
	      SLIST DAD*.* [Enter]
	      SLIST LAMBIE_PIE

```

WHOAMI – polecenie pokazuje obecnie zalogowanego użytkownika przyłączonego do serwera NetWare.
MONITOR – pokazuje podstawowe informacje o serwerze NetWare od wersji 3.11 do wersji 6.5.
SERVMAN – umożliwia konfigurację wybranych parametrów serwera.